# 소녀재판
《소녀재판》은 네이버 웹툰 코너에 연재되고 있는 드라마 웹툰이다.

## 등장 인물
- 박가을: 강효민의 전 여자친구. 한유현의 비밀을 지켜주는 대신, 뒤에서 사귀어 달라고 한다. 한유현이 밀어서 죽을뻔 했다.
- 한유현: 유튜버. 장하나에게 스엠을 받고있으며, 진은설을 죽인 용의자로 의심받고있다.
- 강효민: 가을의 전 남자친구. 진은설의 이복오빠이다.
- 차태석: 강효민의 오랜친구며, 가을이의 학교의 일진이다.
- 진은설: 한유현의 전 여자친구. 가을이가 기준에서 1군무리이며, 학교에서 추락사하였다.
- 장하나: 인스타여신. 한유현과 연애를 하기로 약속했다.
- 김민정: 가을이의 절친.
- 정혜서: 가을이의 절친. 일진들의 부탁으로 가을이를 잠깐 버렸다.
- 황윤혜: 가을이를 좋아하는 친구. 모델로 활동중이다.